# Konkrement

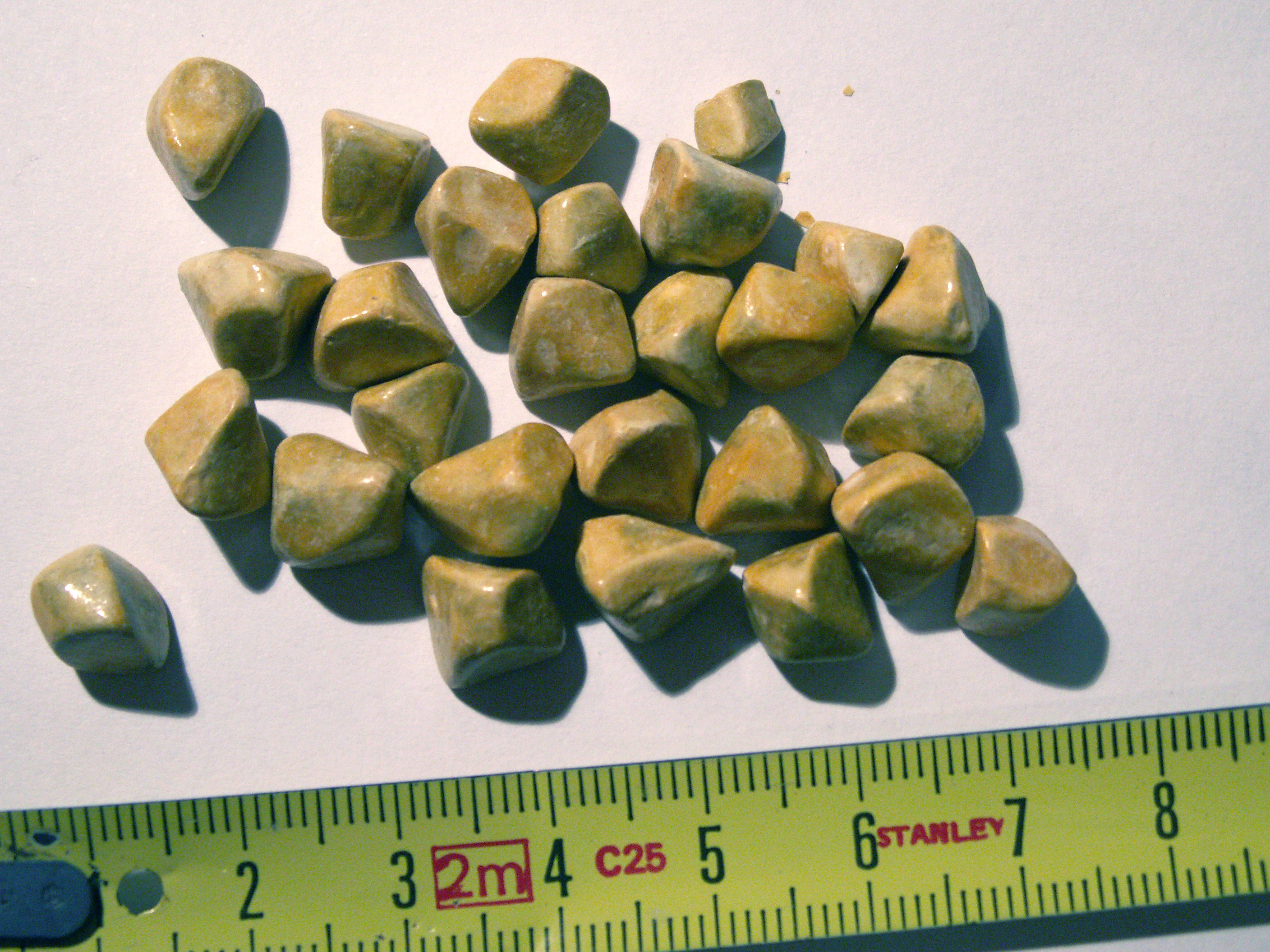
Gallensteine

Konkrement, auch Stein(e), ist ein medizinischer Fachausdruck, der eine Ablagerung in Form einer festen Masse bezeichnet, die sich durch Zurückbleiben vorher gelöster Stoffe in einem Hohlorgan oder in einer Körperflüssigkeit bildet.
Konkremente sind zum Beispiel Gallensteine, Darmkonkremente, Harnsteine, Nierensteine, Vaginalsteine und Speichelsteine. Bei Vögeln können auch Kropfsteine auftreten.
In der Zahnmedizin werden dunkle, harte Ablagerungen auf der Wurzeloberfläche als Konkrement bezeichnet. Es wird aus dem Sekret der Zahnfleischtaschen gebildet und kann klinisch von Zahnstein vor allem durch seine Farbe unterschieden werden. Aufgrund der chronischen Entzündung (chronische Parodontitis), die eine solche Ablagerung in der Tasche verursacht, kommt es immer wieder zu leichten Blutungen. Die Blutbestandteile lagern sich in das Konkrement ein und sorgen für die charakteristische braun-schwarze Farbe. Durch diese Zusammensetzung ist Konkrement fester als Zahnstein und deshalb schwieriger zu entfernen.